# Плав (община)

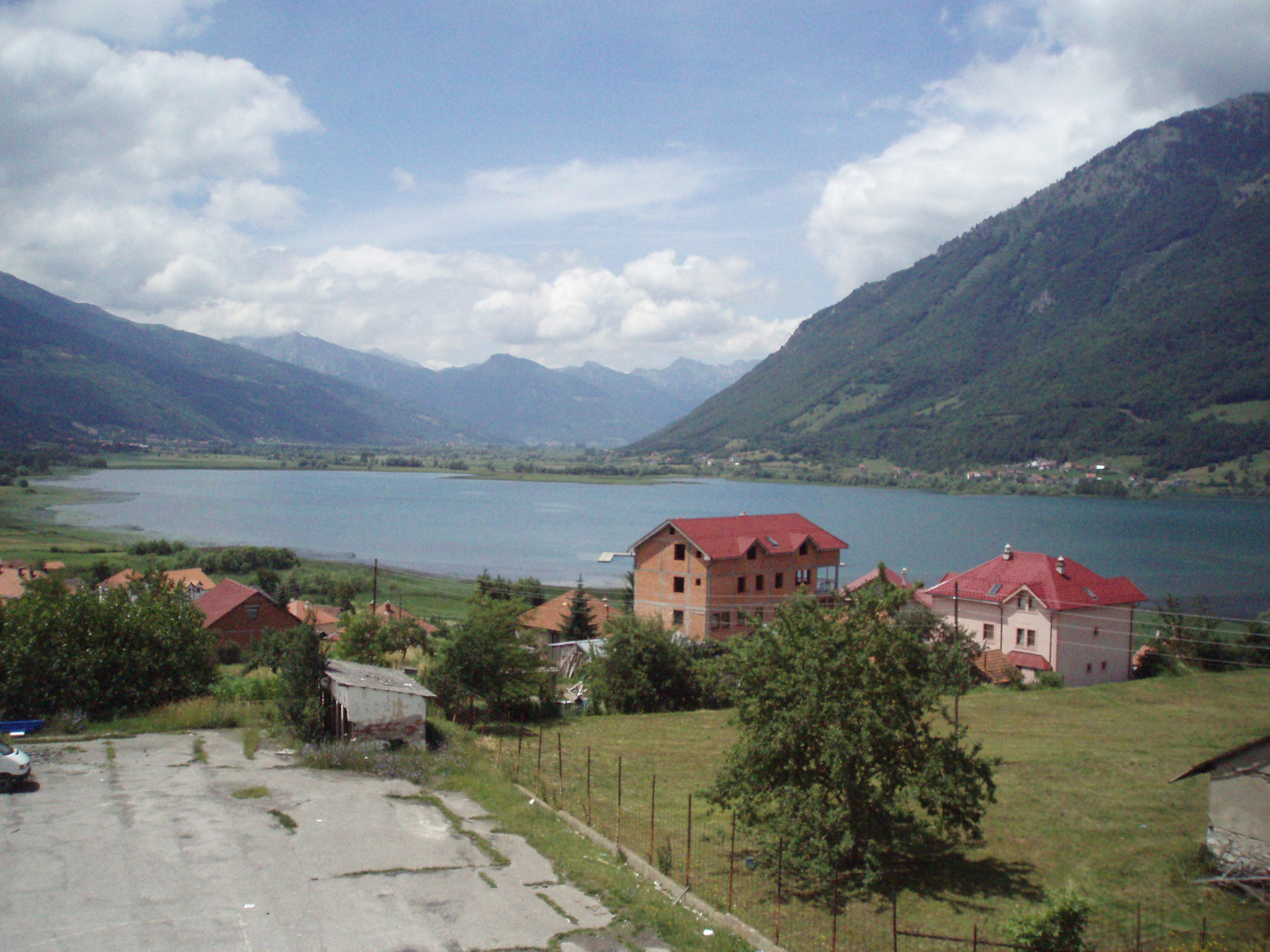
Плавское озеро

Плав (серб. Општина Плав) — община в Черногории на северо-востоке страны. Расположена у подножий массива Проклетие близ Плавского озера. Здесь находится исток р. Лим, приток Дрины. Административный центр общины — город Плав.
В феврале 2014 года юго-западная часть муниципалитета отделилась и образовала общину Гусине.
Площадь составляет 328 км². Тут много озёр, самое известное из которых — Плавское озеро, одно из крупнейших в этом регионе.
Община Плав разделена на 5 коммун (mjesna zajednica) с 22 населёнными пунктами. Коммуны Плав: коммуна Брезоевице (Брезоевице), коммуна Плав (Плав , Бабино Поле, Богаиче, Будоевице, Яра, Ясеница, Коморача, Корита, Метех, Журичка Риека, Хаканье, Хоти , Скич, Мурино-Село), Мурино , Горня Ржаница, Машница и Пепичи), коммуна Прнявор (Prnjavor), коммуна Велика: Велика и Новшиче).

## Население
В 2019 году численность населения составляла 9 081 житель. По переписи 2011 года население здесь на 51,90 % состояло из бошняков, 18,88 % — сербов,	16,01 % — албанцев, 6,27 % — черногорцев.	
 

## Галерея

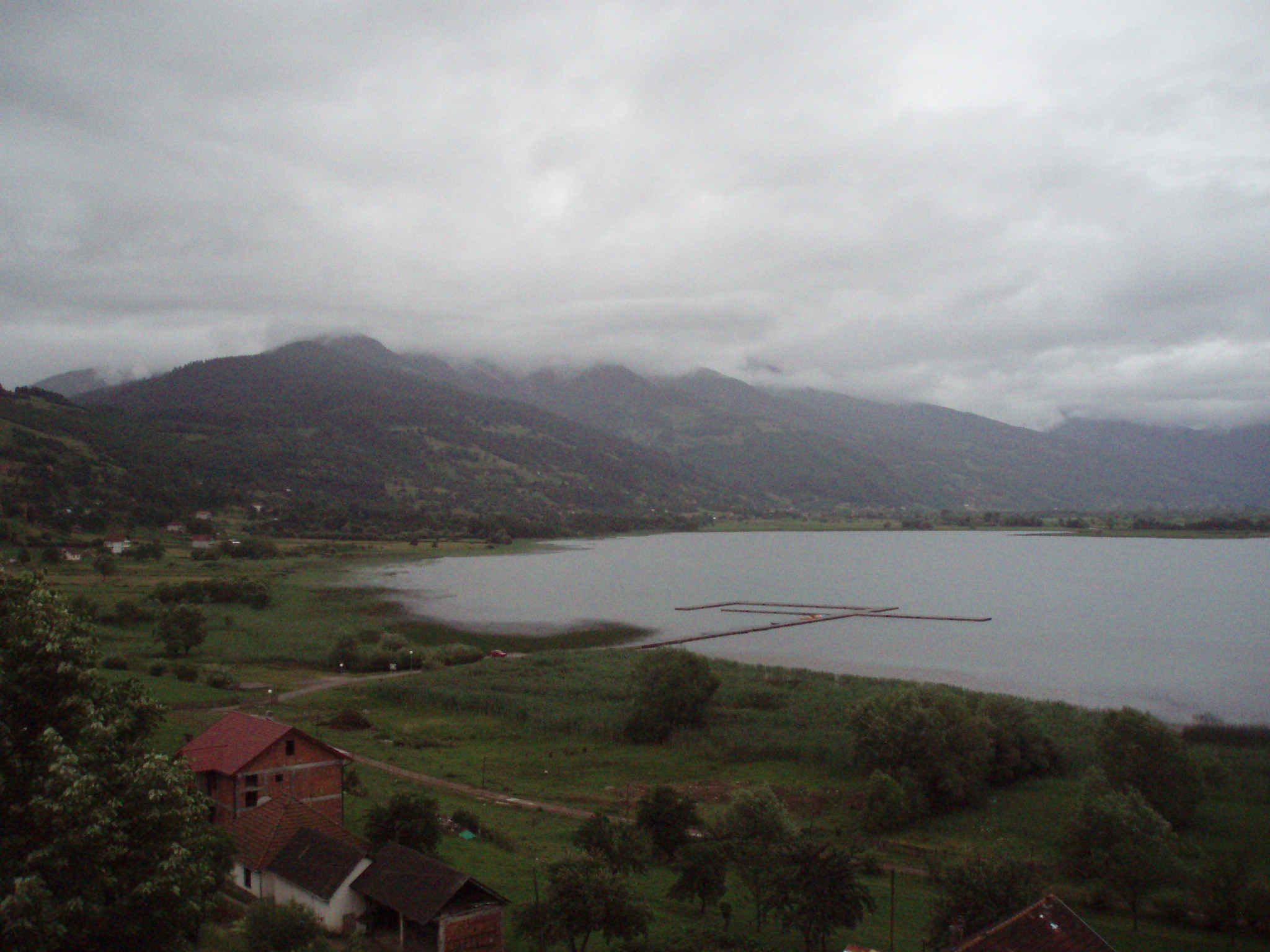
Плавское озеро
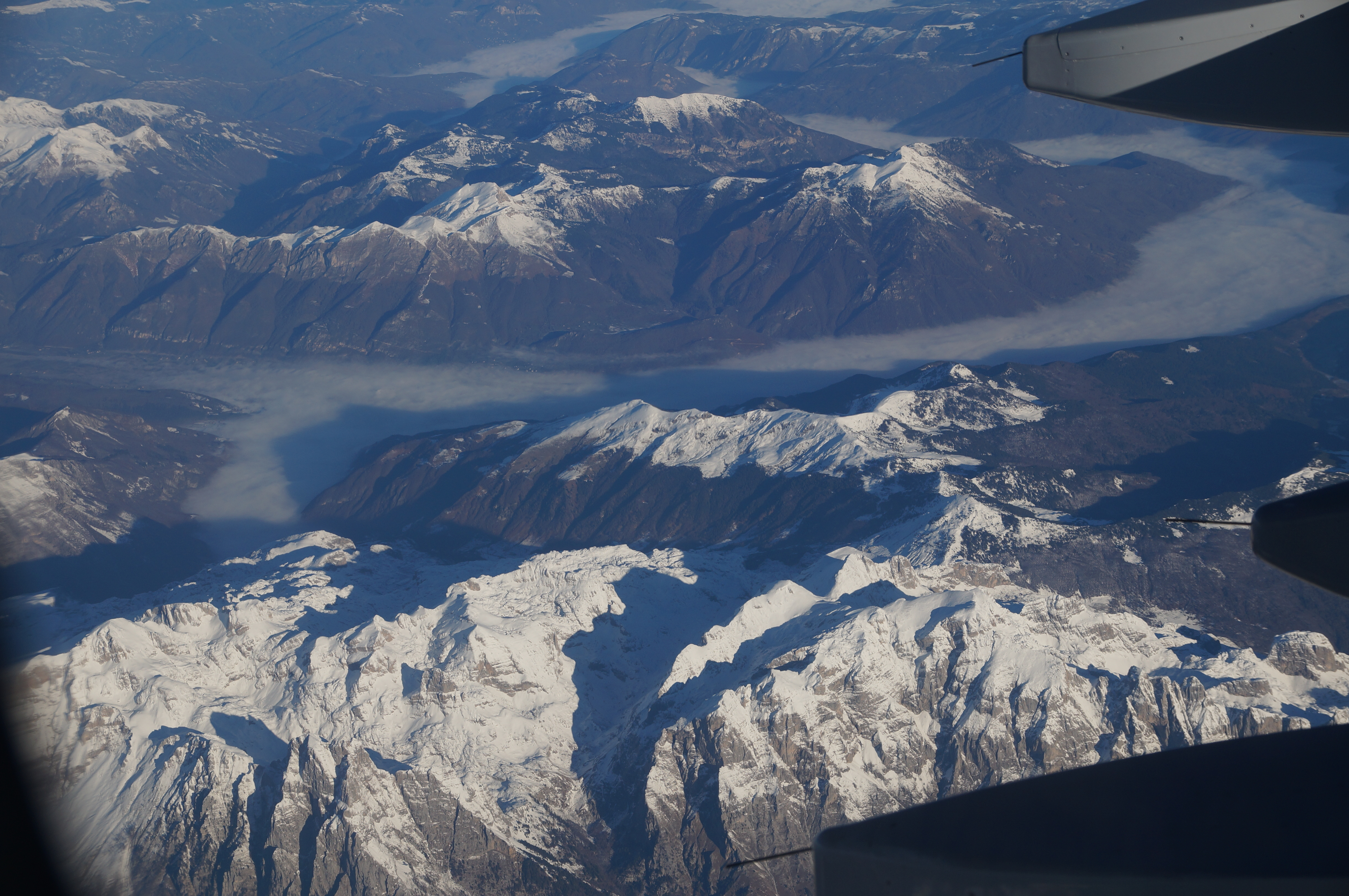
Проклецкие горы
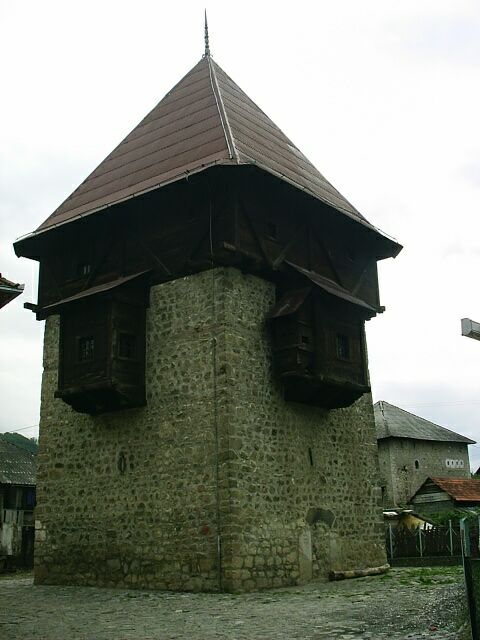
Башня Реджепагича